# Lambula aroa
Lambula aroa là một loài bướm đêm thuộc phân họ Arctiinae, họ Erebidae.